# Underscore
Underscore.js — библиотека JavaScript, реализующая дополнительную функциональность для работы с массивами, объектами и функциями, изначально отсутствующую в javascript, но имеющую аналоги в других языках. Библиотека умеет делегировать вызовы, если какая-то функциональность реализована разработчиками браузеров.

## Списки функций
- Утилиты: noConflict, identity, times, mixin, uniqueId, escape, template, chain, value, random
- Функции: bind, bindAll, memoize, delay, defer, throttle, debounce, once, after, wrap, compose
- Массивы: first, initial, last, rest, compact, flatten, without, union, intersection, difference, uniq, zip, indexOf, lastIndexOf, range
- Коллекции: each, map, reduce, reduceRight, find, filter, reject, all, any, include, invoke, pluck, max, min, sortBy, groupBy, sortedIndex, shuffle, toArray, size, countBy, where
- Объекты: keys, values, functions, extend, defaults, clone, tap, has, isEqual, isEmpty, isElement, isArray, isArguments, isFunction, isString, isNumber, isBoolean, isDate, isRegExp, isNaN, isNull, isUndefined, pairs, invert, omit